# 神明神社 (各務原市那加西市場町)
神明神社（しんめいじんじゃ）は、岐阜県各務原市那加西市場町に鎮座する神社。

## 概要
各務原市那加西市場町（旧・各務郡西市場村）の産土神である。創建時期は不詳。

## 祭神
- 天照皇大神

## 境内社
- 秋葉神社
- 白山神社
- 富士神社
- 猿田彦神社
- 市神神社

## 石碑、石造など
- 乃木将軍像
- 日露戦役記念碑

## 文化財
- 石燈籠（市指定文化財）[2]
  - 更木陣屋を構えていた旗本徳山氏の徳山重政が寛文5年（1665年）が寄進。

## 主な祭礼
- 1月26日 - 秋葉祭
- 2月下旬 - 祈年祭
- 7月上旬 - 御田植祭
- 10月第3日曜日 - 例祭
- 12月上旬 - 新嘗祭